# Superlatina
Superlatina é o décimo álbum de estúdio a solo da cantora portuguesa Ana Malhoa, lançado em Portugal a 11 de julho de 2015 pela editora Espacial e pela Paradise Entertaiment, editora de Ana Malhoa e seu marido, Jorge Moreira, fundada em 2011. É o primeiro álbum de Ana a ser lançado apenas digitalmente.
Após o sucesso de Azucar (2013), primeiro álbum a solo de Ana Malhoa a receber o galardão de dupla platina, as gravações para Superlatina começaram durante a Azucar Tour, a digressão mais extensa de sua carreira até hoje, com mais de 150 concertos em 20 países. O disco foi gravado entre Porto Rico, Canadá e Portugal em um projecto envolvendo 7 produtores.
O primeiro single, "Tá Turbinada", foi lançado a 26 de fevereiro de 2014 em parceria com D Snow e DJ True Love. Debutou ao quarto lugar na lista de canções mais tocadas nas rádios portuguesas, onde liderou por doze semanas, sendo a canção mais executada em Portugal em 2014. Durante o ano de 2014, "Limbo", "Más No Puedo Amarte", "Manos P'arriba" e "Que Viva La Vida" foram disponibilizadas nas redes sociais, mas acabaram fora do alinhamento do disco.
Em fevereiro de 2015, o segundo single, "Solo Tu", foi lançado em parceria com o venezuelano Manolo Alayeto e atingiu o Top 15 das rádios portuguesas. "Encaixa Baby Encaixa", com D Snow e DJ True Love, terceiro single de Superlatina, foi a canção mais executada em Portugal em 2015, mantendo a liderança por oito semanas consecutivas. O polémico vídeo da canção, atingiu 1 milhão de visualizações em duas semanas. "Pura Calentura", com Manolo Alayeto & D Snow, foi lançada como quarto single no verão de 2015, antecedendo o lançamento do álbum e obteve um sucesso moderado.
Superlatina debutou em sexto lugar entre os 30 álbuns mais vendidos de Portugal, sendo o primeiro álbum de Ana a não atingir o primeiro lugar desde Sexy (2009). Permaneceu na lista por cinco semanas e em dezembro de 2015 foi anunciado como disco de ouro pela Associação Fonográfica Portuguesa Ana nunca promoveu o álbum, a não ser pela digressão Superlatina Tour, que percorreu o país entre 3 de abril e 19 de dezembro de 2015.

## Faixas
| N.º | Título                                             | Compositor(es)                                          | Duração |  |
| 1.  | "Intro (La Makina)"                                | Jorge do Carmo, Ana Malhoa, Jorge Moreira               | 2:39    |  |
| 2.  | "Tá Turbinada (com D Snow & DJ True Love)"         | Jorge do Carmo, Ana Malhoa, D Snow, Jorge Moreira       | 3:15    |  |
| 3.  | "Encaixa Baby Encaixa (com D Snow & DJ True Love)" | Jorge do Carmo, Ana Malhoa, D Snow, Jorge Moreira       | 3:15    |  |
| 4.  | "Solo Tu (com Manolo Alayeto)"                     | Jorge do Carmo, Ana Malhoa, Jorge Moreira               | 3:14    |  |
| 5.  | "Serás Tu o Futuro (com India Malhoa)"             | Jorge do Carmo, Ana Malhoa, Jorge Moreira, India Malhoa | 3:27    |  |
| 6.  | "Adicto (com Manolo Alayeto)"                      | Jorge do Carmo, Ana Malhoa, Jorge Moreira               | 3:33    |  |
| 7.  | "Pura Calentura (com Manolo Alayeto & D Snow)"     | Jorge do Carmo, Ana Malhoa, D Snow, Jorge Moreira       | 3:33    |  |
| 8.  | "Ahora Queda Tu Espacio"                           | Jorge do Carmo, Ana Malhoa, Jorge Moreira               | 3:39    |  |
| 9.  | "Yo Ya No Quiero"                                  | Jorge do Carmo, Ana Malhoa, Jorge Moreira               | 3:37    |  |
| 10. | "Claro Que No"                                     | Jorge do Carmo, Ana Malhoa, Jorge Moreira               | 3:37    |  |

## Posições
| Paradas (2015) | Posições |
| -------------- | -------- |
| Portugal - AFP | 6        |

| País / Certificadora | Certificação | Vendas |
| -------------------- | ------------ | ------ |
| Portugal AFP         | Ouro         | 7.500  |

## Histórico de lançamento
| País     | Data                | Formato          | Gravadora                       |
| -------- | ------------------- | ---------------- | ------------------------------- |
| Portugal | 11 de julho de 2015 | Download digital | Espacial, Paradise Entertaiment |
| Mundo    | 11 de julho de 2015 | Download digital | Espacial, Paradise Entertaiment |